# KCNU1
KCNU1‏ (Potassium calcium-activated channel subfamily U member 1) هوَ بروتين يُشَفر بواسطة جين KCNU1 في الإنسان.